# Dose-Response
Dose-Response es una revista científica trimestral revisada por pares que cubre la investigación sobre la relación dosis-respuesta , especialmente la hormesis . Fue establecido en 2003 como Nonlinearity in Biology, Toxicology and Medicine , obteniendo su nombre actual en 2005.Publicada por Sage Publications en nombre de la International Dose-Response Society , de la cual es el diario oficial. Desde su fundación, el editor en jefe de la revista ha sido Edward Calabrese ( Universidad de Massachusetts ). De acuerdo con el Journal Citation Reports , la revista tiene un factor de impacto de 1,855 en 2015, lo que la ubica en el puesto 162 entre 255 revistas en la categoría "Farmacología y farmacia" y en el puesto 62 entre 124 en la categoría "Radiología, medicina nuclear e imágenes médicas".

## Métricas de revista
2022
- Web of Science Group : 2,658
- Índice h de Google Scholar: 41
- Scopus: 2,314